# HD 189733 b
HD 189733 b é um planeta extrassolar localizado na constelação de Vulpecula, a aproximadamente 64.5 anos-luz (19.8 Parsecs) do Sistema Solar. O planeta foi descoberto orbitando a estrela HD 189733 em 5 de outubro de 2005, quando astrônomos na França observaram o planeta em trânsito em toda a face da estrela. Com uma massa 11,2% maior que a de Júpiter e um raio 11,4% maior, HD 189733 b orbita sua estrela uma vez a cada 2.2 dias, em uma velocidade orbital de 152 quilômetros por segundo, o que o classifica como um júpiter quente com poucas perspectivas de vida extraterrestre.
Alvo de extensa observação atmosférica, cientistas o estudaram com instrumentos terrestres e espaciais de baixa e alta resolução. Pesquisadores descobriram que seu clima possibilita a condensação de nuvens de vidro. HD 189733 b também foi o primeiro exoplaneta a ter seu mapa térmico construído, possivelmente detectado por polarimetria, sua cor geral determinada (azul profundo), seu trânsito visualizado no espectro de raios X e a ter dióxido de carbono confirmado como presente em sua atmosfera. 
Em julho de 2014, a NASA anunciou a descoberta de atmosferas muito secas em três exoplanetas que orbitavam estrelas semelhantes ao Sol: HD 189733 b, HD 209458 b e WASP-12b.

## Detecção e descoberta

### Trânsito e Espectroscopia Doppler
Em 6 de outubro de 2005, uma equipe de astrônomos anunciaram a descoberta do planeta em trânsito HD 189733 b. O planeta foi então detectado usando a espectroscopia Doppler. Medições de velocidade radial em tempo real detectaram o efeito Rossiter–McLaughlin causado pela passagem do planeta na frente de sua estrela antes que as medições fotométricas confirmassem que o planeta estava em trânsito. Em 2006, uma equipe liderada por Drake Deming anunciou a detecção de forte irradiação térmica infravermelha do planeta exoplaneta em trânsito HD 189733 b, medindo o decrésimo do fluxo (diminuição da luz total) durante seu eclipse proeminente secundário (quando o planeta passa atrás da estrela).
A massa do planeta é estimada a ser 16% mais larga que a de Júpiter, com o planeta completando uma órbita em torno de sua estrela a cada 2.2 dias e uma velocidade orbital de 152.5 kilometros por segundo (341,000 mph).
Em 2024, a espectroscopia de transmissão de alta resolução usando o espectrógrafo ESPRESSO forneceu medições refinadas da atmosfera de HD 189733 b. Esse estudo confirmou a presença de sódio (Na I) e relatou a primeira detecção de lítio (Li I) na atmosfera do planeta. O sinal de absorção de sódio foi considerado a ser mais derivado para o azul e mais superficial do que estimativas anteriores, indicando fortes ventos atmosféricos. A análise também revelou os desafios de separar sinais planetários de distorções de linhas estelares causadas pela rotação, escurimento de bordo e atividade da estrela principal. Esses resultados destacam a necessidade de modelagem estelar mais precisa em estudos de alta resolução de atmosfera exoplanetárias.

## Primeiro mapa de um planeta extrassolar
Em maio de 2007, a NASA publicou um mapa da temperatura à superfície de HD 189733 b, executado a partir de dados espectrais obtidos pelo Telescópio Espacial Spitzer. Este foi o primeiro mapa publicado sobre um planeta extrassolar.

## Tempestades
Após medições usando o radar Doppler, foi descoberto que o planeta possui ventos que atingem os 8690 km/h (2 km/s) com temperaturas acima dos 1000°C e compostos de vidro devido ao condensamento de silicatos na atmosfera.